# Aljaksandr Haŭruška
Aljaksandr Jaŭhenavič Haŭruška (in bielorusso Аляксандр Яўгенавіч Гаўрушка?; Potsdam, 23 gennaio 1986) è un ex calciatore bielorusso, di ruolo attaccante.

## Carriera

### Club
Ha giocato nella massima serie bielorussa.